# Andrespol
Andrespol – wieś w Polsce, położona w województwie łódzkim, w powiecie łódzkim wschodnim, siedziba gminy Andrespol.

## Historia
Do roku 1809 tereny sołectw obecnej gminy Andrespol (oprócz Kraszewa i Zielonej Góry) oraz łódzkiej dzielnicy Andrzejów nosiły nazwę Bedoń. Pierwsza wzmianka o Bedoniu pochodzi z roku 1391, z łęczyckiej księgi grodzkiej. Bedoń był wsią szlachecką i graniczył z Karpinem, Wiączyniem Polnym, Wiączyniem Leśnym, Mileszkami, Kraszewem i Gałkowem. Znajdował się w zaborze rosyjskim.

### Powstanie Andrespola
W drugiej połowie XVIII wieku na ziemie łęczycką sprowadzani byli koloniści z Wielkopolski i Niemiec. 
Jedną z pierwszych osad rolniczych utworzonych poprzez prawo olęderskie był Andrespol. Pierwsze ślady osadnictwa w obszarze Andrespola pojawiły się w 1803 roku, kiedy na leśnej polanie (na południe od Bedonia) powstała osada Bedońskie Holendry. 
W roku 1805 właściciel majątku w Bedoniu, bydgoski skarbnik Józef Gniewski, sprzedał go Magdalenie z Jordanów Suchockiej. 
20 października 1807 roku właścicielka majątku podpisała kontrakt z niemieckimi kolonistami. W jednym z paragrafów umowy umieszczono zapis odnośnie do zwolnienia kolonistów z czynszów i zobowiązań na okres 6 lat, poczynając od 11 listopada 1805 roku. Data ta może wskazywać na fakt, iż właśnie w tym roku przybyli do Andrespola pierwsi osadnicy. 
Natomiast rok 1807, jako data przybycia osadników, został potwierdzony przez proboszcza z pobliskich Mileszek ks. Daneckiego. Który podczas sporu o niezapłaconą dziesięcinę z Andrespola (1824 r.) napisał: 

że zaś koloniści Andryspola czyli Jędrzejowa w roku 1807 osadzeni zostali na gruntach pustych i zarosłych do wsi Bedonia należących

Kontrakt z 1807 roku mówił także o podziale 29 włók gruntów między 29 osadników i przekazaniu trzydziestej na potrzeby nauczyciela i karczmarza. Nowa osada miała nosić nazwę Andreaspolle.
Rok 1805, jako data założenia Andrespola, został upowszechniony m.in. za sprawą dawnej literatury niemieckiej poświęconej osadnictwu na ziemiach polskich. Fakt przekazania wówczas przez Magdalenę Suchocką 30 włók chełmińskich 29 osadnikom uwzględnił w swej książce Albert Breyer. 
Kopia skargi wniesionej przez kolonistów do cara Mikołaja I 8 lipca 1819 roku wskazuje jednak na inną datę założenia Andrespola. Koloniści skarżą się w niej na nadleśniczego z Wiączynia, który wskutek rekwizycji narzędzi i zwierząt pociągowych, odbiera im środki utrzymania oraz nie dopuszcza do karczowania lasu. Najważniejszy jest jednak fragment, w którym mieszkańcy wspominają, że zostali osiedleni w tutejszym lesie 10 lat temu, co wskazuje na rok 1809 jako datę założenia wsi.

### Podział Andrespola
W 1823 roku w wyniku przegranego procesu osada Andrespol została podzielona na dwie części. Część wschodnia pozostała własnością dziedziców Bedonia, pod nazwą Andrespol. Natomiast część zachodnia weszła w skład Ekonomii Rządowej Łaznów, pod nazwą Andrzejowo (obecnie Andrzejów).

### XX wiek
W 1915 roku niemieckie władze okupacyjne wprowadziły administrację cywilną i z wiejskiej gminy Gałkówek w powiecie brzezińskim wyodrębniły Andrespol, włączając go do powiatu łódzkiego i nadając mu status miasta, liczącego w 1916 roku 1040 mieszkańców. Władze polskie nie uznały jednak Andrespola za miasto w 1919 roku, przez co Andrespol powrócił do powiatu brzezińskiego i stał się ponownie osadą w wiejskiej gminie Gałkówek, która weszła w skład woj. łódzkiego. 
Podczas II wojny światowej znajdował się pod niemiecką okupacją. Włączono go do prowincji Kraj Warty i rejencji kaliskiej. W gminie poza niemiecką władzą działała konspiracyjna władza.
W latach 1946–1975 po II wojnie światowej, znajdował się ponownie w granicach województwa łódzkiego, w powiecie brzezińskim, w gminie Gałkówek. W latach 1954–1963 siedziba gromady Andrespol. 1 stycznia 1958 gromadę Andrespol włączono do powiatu łódzkiego i przyłączono do niej obszar zniesionej gromady Wiśniowa Góra.
30 czerwca ze zniesionych gromad Andrespol i Andrzejów utworzono osiedle Andrespol. W sumie osiedle objęło maksymalnie 14 sołectw w latach 1963-1964: Andrespol, Andrzejów, Bedoń Przykościelny, Bedoń wieś, Feliksin, Hulanka, Kraszew, Nery, Nowy Bedoń, Sąsieczno, Stróża, Ustronie, Wiskitno A-Las i Wiśniowa Góra. 1 stycznia 1965 Ustronie wraz z nowo powstałym osiedlem mieszkaniowym Olechów oraz gruntami Polskich Kolei Państwowych wyłączono z Andrespola i włączono do Łodzi, zmniejszając liczbę sołectw do 13.
1 stycznia 1973 roku Andrespol utracił status osiedla, i rozpadł się na poszczególne miejscowości o statusie wsi, z których utworzono po raz pierwszy gminę Andrespol w powiecie łódzkim (dołączono do niej tylko Janówkę i Justynów; Hulankę włączono do Justynowa i utworzono nowe sołectwo Nowy Bedoń. W latach 1975–1987 miejscowość należała administracyjnie do województwa łódzkiego.
Od 1975 roku po reformie administracyjnej Andrespol trafił do województwa łódzkiego.

## Nazwa
Z początku używano równocześnie dwóch nazw dla olęderskiej osady na ziemiach bedoński - Andrespol oraz Jędrzejów (przede wszystkim przez proboszczów Mileszek). Przez zaborców niemieckich wieś była nazywana Andreaspolle lub Andreasfelde. Po podziale w 1823 roku proboszczowie Mileszek nadal używali tradycyjnego nazewnictwa wyróżniając Jędrzejów Królewski (Andrzejów) i Jędrzejów Prywatny (Andrespol).
Nazwa Andrespol pochodzi prawdopodobnie od imienia jednego z synów właścicielki majątku bedońskiego - Andrzeja.

## Andrespol obecnie
Po reformie administracyjnej w 1999 roku Andrespol znalazł się w granicach województwa łódzkiego, w powiecie łódzkim wschodnim.

### Usługi i handel
Znajdowała się tu duża wytwórnia płytek ceramicznych. Jej teren został przejęty przez prywatnego inwestora, który stworzył tutaj cały kompleks budowlanego centrum handlowego - Stone Master. 
W roku 2016 zakończyła się nowa inwestycja na terenie tego kompleksu. Powstało tutaj wielobranżowe centrum handlowe Galeria Andrespol.
W Andrespolu przy ulicy Gabrieli Zapolskiej znajduje się targowisko. 
Znajdują się tutaj także restauracje, cukiernie, sklepy budowlane, sklepy ogólnospożywcze, sklepy zoologiczne, sklepy ogrodnicze i wszelkiego rodzaju małe działalności gospodarcze. 
We wsi znajduje się siedziba Banku Spółdzielczego w Andrespolu.

### Transport i komunikacja
Przez Andrespol przechodzi droga wojewódzka nr 713, łącząca Łódź, Tomaszów Mazowiecki i Opoczno. W pobliżu Andrespola przebiega także Autostrada A1, na którą można wjechać przez Giemzów (węzeł Łódź-Górna) lub przez łódzką dzielnicę Widzew (węzeł Łódź-Wschód).
W miejscowości Bedoń znajduje się stacja kolejowa, dzięki której gmina jest połączona z siecią Łódzkiej Kolei Aglomeracyjnej. 
W Andrespolu kursują także autobusy MPK Łódź. Linie miejskie 90C, 82B, linie podmiejskie 201,202 oraz linia nocna N5B.